# Habsburg–Tescheni Jenő főherceg
Habsburg–Tescheni Jenő főherceg (Erzherzog Eugen Ferdinand Pius Bernhard Felix Maria von Österreich-Teschen) (Gross-Seelowitz, Morvaország, 1863. május 21. – Meran, Dél-Tirol, Olaszország, 1954. december 30.) osztrák főherceg, magyar és cseh királyi herceg, császári és királyi tábornagy, 1915-től 1917-ig az Osztrák–Magyar Monarchia délnyugati (olasz) frontjának parancsnoka, a Német Lovagrend 58. Nagymestere (az utolsó világi nagymester).

## Élete

### Származása, testvérei
Jenő főherceg a Habsburg–Lotaringiai-ház tescheni ágából született 1863. május 21-én a morvaországi Gross-Seelowitz-ban, ahol édesapja, Károly Ferdinánd főherceg (1818–1874), Károly főhercegnek (1771–1847), Teschen első hercegének és Henrietta Alexandrina nassau–weilburgi hercegnőnek (1797–1829) fia a brünni 57. gyalogezred lovassági tábornokaként tevékenykedett 1860 óta.
Édesanyja Erzsébet Franciska Mária főhercegnő (1831–1903) volt, Habsburg–Estei Ferdinánd Károly Viktor főherceg (1821–1849) özvegye, József nádor leánya.
Jenő főherceg szülei elsőfokú unokatestvérek voltak, hiszen apai nagyapja, Károly főherceg (1771–1847) (az asperni győztes hadvezér), Teschen első hercege és anyai nagyapja, József Antal János főherceg, Magyarország nádora (1776–1847) édestestvérek voltak, (mindketten II. Lipót német-római császár, magyar és cseh király fiai). Károly Ferdinánd és Erzsébet Franciska Mária házasságából hat gyermek született, négyen érték meg a felnőttkort. Jenő volt közülük a legfiatalabb.
- Ferenc József főherceg (*/† 1855).
- Frigyes főherceg (1856–1936), Teschen hercege, császári és királyi tábornagy, 1914–1917-ig az Osztrák–Magyar Monarchia haderejének főparancsnoka, aki Isabella von Croÿ-Dülmen hercegnőt vette feleségül.
- Mária Krisztina Dezideráta főhercegnő (1858–1929), aki XII. Alfonz spanyol királyhoz ment feleségül.
- Károly István főherceg (1860–1933), a Császári és Királyi Haditengerészet (k.u.k. Kriegsmarine) főfelügyelője 1916-ig.
- Jenő főherceg (1863–1954).
- Mária Eleonóra főhercegnő (*/† 1864).

### A hercegi örökbefogadás
Károly Ferdinánd főherceg bátyja, Jenő főherceg nagybátyja a császárhű és nagy hatalmú Albert (Albrecht) főherceg (1817–1895) volt, Teschen második hercege. Albert főherceg apja, Károly főherceg (1771–1847) volt, aki 1809 májusában az asperni csatában legyőzte Napóleont, és jelentős része volt az 1813-as Népek csatájában is, amely a Francia Császárság bukásához vezetett. Károly főherceget hadvezéri érdemeiért I. Ferenc császár Teschen első hercegének méltóságába emelte. A hatalmas birtokadományt fia, Albert főherceg örökölte.
Albert főhercegnek nem volt fia. 1874-ben, amikor Károly Ferdinánd meghalt, Albert örökbe fogadta öccsének elárvult fiait: Frigyest, Károly Istvánt és Jenőt. Az idős marsall-nagybácsi által nevelt fiúk tábornoki rangra emelkedtek, és magas parancsnoki beosztásokba jutottak a császári és királyi hadseregben. 1895. február 18-án, amikor Albert a dél-tiroli Arcóban elhunyt, legidősebb fogadott fia, Frigyes főherceg örökölte Teschen (harmadik) hercegének címét és az összes hercegi birtokot. Örökségéhez tartozott számos értékes ingatlan Pozsonyban és Bécsben, köztük a Albert főherceg bécsi palotája, az Albertina is, nagy értékű műgyűjteményével (ma állami képtár). Frigyes főherceg és öccsei Albert főherceg bécsi palotájába költöztek, és a Monarchia széthullásáig benne laktak.

### Ifjúkora, katonai tanulmányai
Jenő főherceget, két fivéréhez, Frigyes és Károly István főhercegekhez hasonlóan katonai pályára adták, mint a Habsburg–Lotaringiai család többi férfi tagjait. Minden Habsburg kitanult egy civil foglalkozást is, Jenő főherceget asztalos mesterségre oktatták.
Nagybátyjának, Albert főhercegnek bécsi palotájában kapta meg az alapvető oktatást, katonai és polgári ismeretekből. Nyelveket, zenét, történelmet és művészettörténetet is tanult. Szolgálati lapja szerint a magyar és olasz nyelvet a szolgálat ellátásához elégséges mértékben ismerte, csehül rosszul, franciául jól tudott. A Habsburg-család hagyományait követve 14 éves korában, 1877. október 27-én bátyjához, Frigyes főherceghez hasonlóan hadnagyi rangban katonai szolgálatba lépett a Tiroli Császári Vadászezredben (Kaiserjägerregiment).

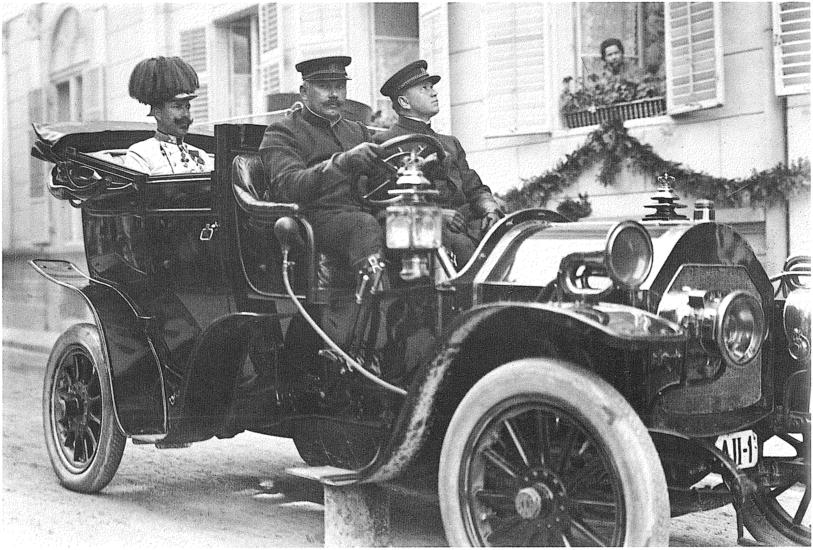
Jenő főherceg Ischl-ben, 1900 körül

### Katonai pályája a világháborúig
1881. május 1-jén főhadnaggyá léptették elő, és áthelyezték 2. huszárezredhez. A következő évben több nagy hadgyakorlaton vett részt. 1882-ben vizsgát tett egy bizottság előtt, amelyet Albert főherceg állított össze. Itt bebizonyította alkalmasságát vezérkari akadémiai (Kriegsschule) tanulmányokra. 1883–85 között sikeresen elvégezte a bécsújhelyi Theresianum Katonai Akadémiát, és pályáját képzett vezérkari tisztként folytatta.
1885-ben a vezérkarhoz helyezték. Gyorsan emelkedett a ranglétrán. 1885. november 1-jén századossá (Hauptmann), 1887. február 23-án lovassági századossá (Rittmeister) léptették elő. 1887–88 között az 5. huszárezredben szolgált, 1888. október 26-án őrnaggyá léptették elő. 1888–től a 100. gyalogezredhez helyezték. Zászlóaljparancsnoki beosztást kapott, majd 1889. október 27-én alezredessé léptették elő, és kinevezték a 100. gyalogezred parancsnokává. 1890. április 26-án ezredessé léptették elő.
1891-ben a 15. huszárezred parancsnokává nevezték ki. 1893. október 28-án vezérőrnagyi rangot kapott, és kinevezték az olmützi 9. gyalogos dandár parancsnokának. 1896. április 26-án altábornaggyá (Feldmarschalleutnant) nevezték ki, és kinevezték a bécsi 25. gyalogos hadosztály parancsnokának. Ebben a beosztásban szolgált 1900. április 27-éig, amikor lovassági tábornokká léptették elő és kinevezték az innsbrucki XIV. hadtest parancsnokának. Ezzel a kinevezéssel Jenő főherceg egyben Innsbruck városparancsnoka, és Tirol védelmének parancsnoka is lett. Nyolc évig ténykedett ebben a tisztségben, a hadtestet 1908-ban adta át utódjának, Johann Edler von Schemua altábornagynak. Ekkor, 1908-ban kinevezték a tiroli hadsereg főfelügyelőjének. 1909-ben, amikor komolyan felmerült a Szerbia elleni megelőző háború indításának lehetősége, a Monarchia haderő-főparancsnoki tisztségére – Ferenc Ferdinánd főherceg és Albori tábornok mellett Jenő főherceg neve is felmerült.
Jenő főherceg nagy befolyást szerzett személyi kérdések eldöntésében. Amikor a haderő vezérkari főnökét, Friedrich von Beck-Rzikowsky gróf vezérezredest, Ferenc Ferdinánd kezdeményezésére nyugállományba küldték, utódjául Jenő főherceg azonnal Franz Conrad von Hötzendorf altábornagyot, saját innsbrucki hadosztályparancsnokát ajánlotta, aki 1906-ban meg is kapta e kinevezést. 1912-ben Jenő főherceg azonban visszavonult az aktív katonai szolgálattól, egészségi problémáira hivatkozva. Conrad von Hötzendorf ugyanakkor emlékirataiban arra utal, hogy a Ferenc Ferdinánd trónörökös egyre növekvő féltékenységgel és ellenszenvvel figyelte Jenő főherceg felemelkedését, és Jenő visszavonulása ezzel magyarázható.

### A Német Lovagrend nagymestere

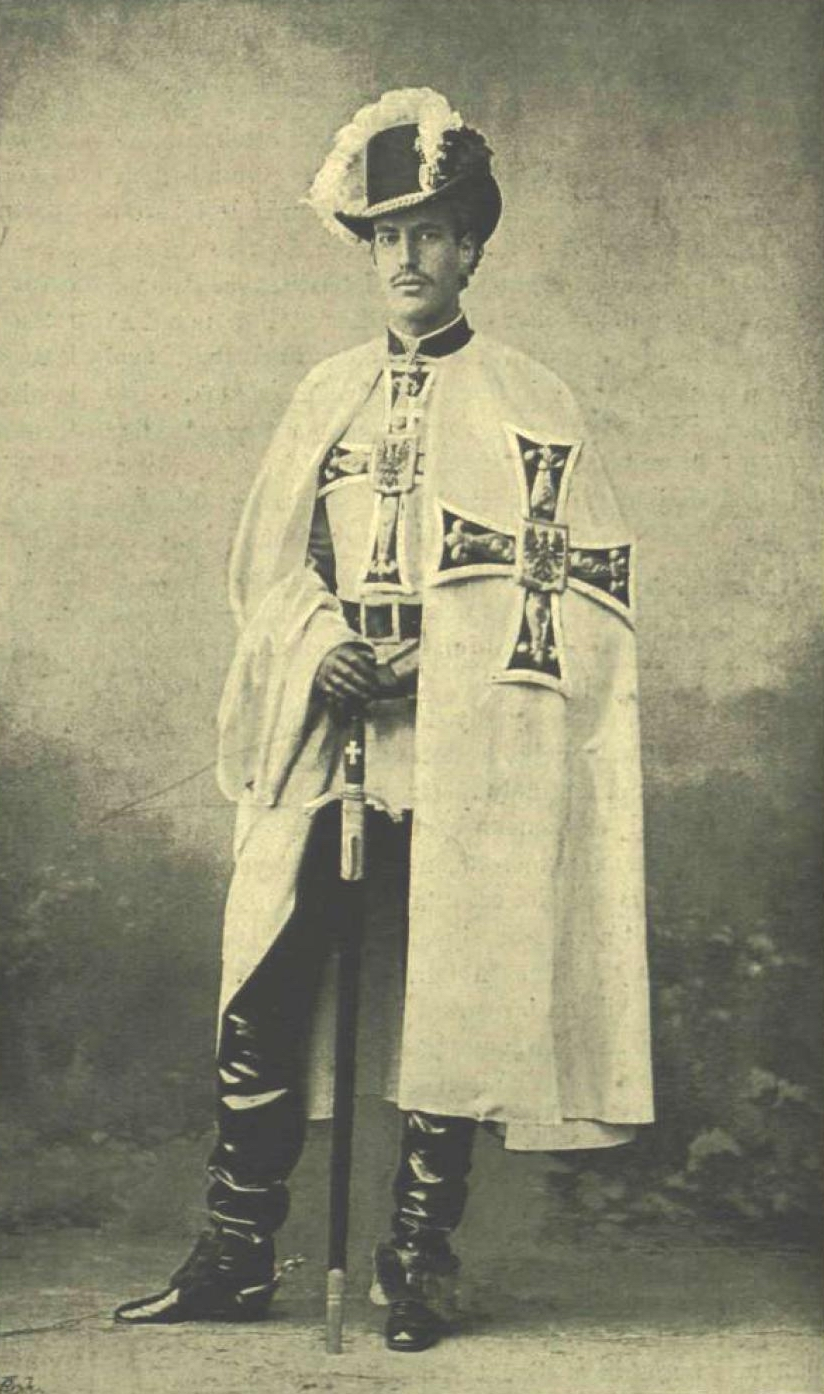
Jenő főherceg a rend öltözékében

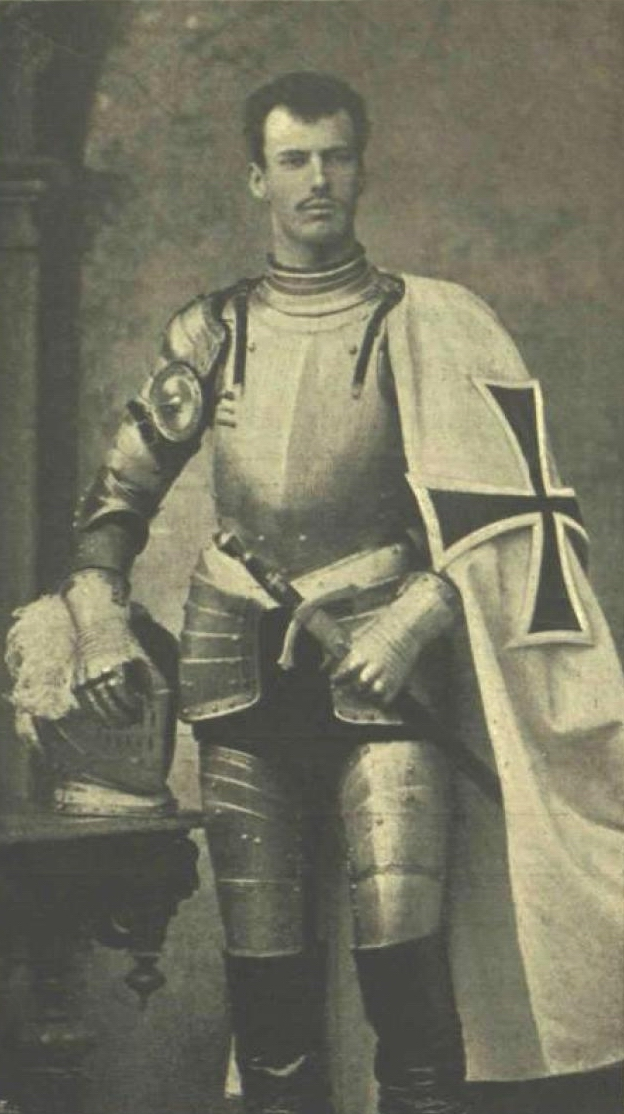
Jenő főherceg a Lovagrend páncélöltözékében

Jenő főherceget 1887. január 11-én felvették a Német Lovagrendbe, lovagi fogadalmat tett. A Rend nagymestere ekkor Jenő nagybátyja, Vilmos főherceg volt. Felvétele után, november 19-én Jenő főherceget megválasztották a nagymester koadjutorának tisztségébe. Vilmos főherceg váratlan halála után, 1894-ben Jenő főherceget ünnepélyesen felavatták a Német Lovagrend 58. Nagymesterévé (Hoch- und Deutschmeister des Deutschen Ritterordens). (E kettős címet a rend nagymesterei 1530 óta viselték, amikor V. Károly német-római császár szekularizálta a rend poroszországi birtokait. Jenő főherceg lett a rend utolsó világi nagymestere, 1923-ig viselte ezt a tisztséget. Jenő főherceg – katonai feladatainak ellátása mellett – a lovagrend szervezeteit is hatékonyan irányította. Utasítására katalogizálták és rendezték a rend bécsi központi irattárát és könyvtárát. Megalakította a rend önkéntes betegápolónői szolgálatát (Marianer), új kórházakat alapított, javította az ápolónővérek szakképzését.
Az 1696-ban alapított osztrák Hoch- und Deutschmeister elnevezésű 4. gyalogezred tulajdonosa – a Német Lovagrend vezetőjeként – 1894-től Jenő főherceg lett.

### Az I. világháborúban

#### A Délvidéken
1914 nyarán, amikor Ferenc Ferdinánd trónörököst Szarajevóban meggyilkolták, és megkezdődött a felkészülés a Szerbia elleni háborúra, az „egészségügyi szabadságon” lévő Jenő főherceget reaktiválták. A háború első hónapjaiban kisebb jelentőségű posztra került, a katonai egészségügyi segélyszolgálat vezetője lett.
A Szerbia elleni hadjáratok kudarca után, 1914. december 27-én Jenő főherceg lovassági tábornokot kinevezték a balkáni front parancsnokává, a leváltott Oskar Potiorek táborszernagy helyére. Egyesített parancsnoksága alá tartozott az 5. és a 6. hadsereg, valamint a Boszniában és a magyar Délvidéken (a mai Vajdaságban) telepített minden seregtest. Főhadiszállását Péterváradon állította fel. Törzsének főnöke Alfred Krauß (Krauss) altábornagy (1862–1938) volt, egy tehetséges elméleti szakember, aki határozott és átgondolt döntéseket tudott hozni. Vele együttműködve szervezték újjá a harcokban súlyos veszteségeket szenvedett 5. hadsereget.

#### A délnyugati fronton
1915 májusában az Olasz Királyság hadat üzent a központi hatalmaknak. Ferenc József császár és király 1915. május 22-én kelt, saját kézzel írott levelében Jenő főherceget vezérezredessé léptette elő. Két nappal később, május 24-én kinevezte őt az olaszok ellen nyitott délnyugati front (Südwestfront) parancsnokává is. Jenő főherceg a dél-stájerországi Marburgba (ma: Maribor, Szlovénia) helyezte át főhadiszállását. A parancsnoksága alatt álló délnyugati front a svájci határtól az Adriai-tengerig húzódott. Az olasz front nyugati szakaszát (Tirolt) Viktor Dankl von Kraśnik gróf, lovassági tábornok csapatai védték. Középen, a Kárni-Alpokban Dentai Rohr Ferenc báró, lovassági tábornok állt a Rohr seregcsoporttal. Keleten a Júliai-Alpokban és az Isonzó völgyében Svetozar Borojević von Bojna gyalogsági tábornok állt az Isonzó-hadsereggel. A déli frontot, a szerbi és montenegrói határvidék őrzését a Tersztyánszky-seregcsoport vette át, amely szintén Jenő főherceg frontparancsnok alárendeltségébe tartozott.
Jenő főherceg fő célul azt tűzte ki, hogy tisztán védekező harcra rendezkedik be a számbeli fölényben lévő olasz erőkkel szemben. Parancsnokságának neve és a keze alá rendelt csoportosítás összetétele többször változott. A háború elején az egyértelmű Délnyugati Frontparancsnokság nevet kapta. 1916 márciusától a Jenő főherceg hadseregcsoport (Heeresfront) parancsnoksága lett, a tiroli frontszakasz tartozott hozzá. 1917 októberének végétől, a caporettói áttörésre készülve a Jenő főherceg hadseregcsoport parancsnoksága alá rendelték a szövetséges német 14. hadsereget és a Boroević-seregcsoportot, de a Conrad seregcsoport már nem esett az ő közvetlen alárendeltségébe.
Az első isonzói csata során Jenő főherceg a front mögött sorra látogatta a csapatokat, részt vett a parancsnoki megbeszéléseken, kiment a frontvonalakra, bátorította a katonákat, ennek révén nagy népszerűségre tett szert. Ugyanakkor figyelemmel kísérte a front mögötti területeket is, hogy a fronton harcolók számára a lehető legjobb ellátást biztosíthassa.

#### Dél-Tirol és Caporetto
1916 tavaszán, a Dél-Tirolból indított nagy támadás előtt Jenő főherceg átvette a 11. és 3. hadseregek parancsnokságát. Főhadiszállását Bozen városában rendezte be, unokatestvérének, Bozen és Maurer grófjának birtokán. A tiroli offenzíva jól indult, de hamarosan le kellett állítani, mert az oroszok megindították a Bruszilov-offenzívát, és júniusra olyan veszélyes helyzet alakult ki, hogy jelentős osztrák–magyar csapaterősítést kellett átcsoportosítani a keleti frontra. A tiroli támadás leállítása ellenére Jenő főherceg június második felében jó szervezéssel biztos állásokba vonta vissza csapatait.
A háború következő szakaszában Jenő főhercegnek egyre több saját csapatot kellett átvezényelnie az Isonzó menti frontra, az ott folyó nehéz csaták támogatására. Saját frontszakaszán hamarosan tartalékok nélkül kellett harcolnia. Nagyon kis létszámú csapattal kellett tartania a tiroli frontot, de a hegyekben sikerült szilárdan megtartania állásait. Személyesen kötődött Tirolhoz, sohasem adott fel területet csak azért, hogy megrövidítse a vonalakat.
Jenő főherceg feljegyzése ebből az időből: „A legsúlyosabb nehézséget a sziklás környezet okozza, ebbe kell vágnunk a fedezékeinket. A sűrűn becsapódó nehéztüzérségi gránátok robbanása által szétszórt sziklatörmelékek sokszorta több sérülést okoznak, mint maguk a repeszek, mert a kődarabok borotvaélesek és szennyezettek, amelyektől elfertőződnek a sebek. Igen nagyot léptünk előre, sok új utat építettünk a hegyekben, ezek később a turizmus céljait szolgálhatják majd. Sok új vasutat is építettünk, csak magában Tirolban két új vonalat”.
1916. november 23-án tábornaggyá (Feldmarschall) léptették elő. 1917 márciusától ismét ő vette át a délnyugati front parancsnokságát. A caporettói offenzíva során (1917. október 24. – november 19. között) ő volt a tulajdonképpeni főparancsnok, teljes hadereje részt vett a hadműveletben. Bár felismerte, hogy ez lesz a központi hatalmak utolsó esélye az olaszok elleni győzelemre, mégsem tudta elég durván ösztökélni katonáit, hiszen korábban sem állt hajcsár hírében. Az áttörés során érkező parancsok átmeneti zűrzavaráért is sokan Jenő főherceget okolták.

#### Visszarendelve
1917. december 18-án az új uralkodó és legfőbb hadparancsnok, Károly császár és király – az új vezérkari főnök, Arz Artúr vezérezredes kérése ellenére – elbocsátotta Jenő főherceget az aktív katonai szolgálatból, és megszüntette a délnyugati frontparancsnokságot. Károlyt ebben valószínűleg nemcsak objektív, hanem személyes megfontolások is vezették. Miután a forradalmi Oroszország kilépett a háborúból, Romániát megszállták, és más frontvonalak (Isonzó, Karintia, Dolomitok) is jelentősen megrövidültek, a legmagasabb rangú tábornokok a Piave folyó menti fronton kerestek parancsnoki beosztást. Tábornagyi rangjával Jenő főherceget megillette volna a haderő-főparancsnoki beosztás. Mivel azonban a haderő főparancsnoki tisztséget Károly magának tartotta fenn, Jenő főhercegnek mennie kellett.
Tekintélye és közkedveltsége azonban megmaradt. Az összeomlás küszöbén, 1918 novemberében felmerült a javaslat, hogy Károly császár és király helyett őt tegyék meg régensnek. A javaslatot ifj. Andrássy Gyula (1860-1929), a Monarchia utolsó külügyminisztere és dr. Franz Dinghofer képviselő, a német nemzetiségi párt parlamenti képviselője vetette föl. Valószínű azonban, hogy a lojális Jenő főherceg sohasem vállalt volna ilyen szerepet az uralkodó beleegyezése nélkül.

### A két világháború között
A Osztrák–Magyar Monarchia összeomlása után Jenő főherceg Svájcba emigrált. Luzernbe, majd Bázelbe költözött. 1918–1934 között egy baseli szállodában lakott, szerény körülmények között. 1923-ban lemondott nagymesteri (Hoch- und Deutschmeister) tisztségéről, a Német Lovagrend megmentése érdekében. Ő volt a lovagrend utolsó világi nagymestere, a rend ezután egyházi renddé alakult át. A Habsburg-házból való világi nagymester lemondása révén a rend vagyona (egyelőre) megmenekült az államosítástól.
1934-ben Jenő főherceg visszatért Ausztriába. A Német Lovagrend gumpoldskircheni kolostorába költözött, Bécs közelébe. Részt vett a monarchista gyűléseken, látogatta a háborús veteránok találkozóit, ismét szolgálta a Habsburg-dinasztia ügyét, bár ő maga már nem hitt a restauráció lehetőségében. Az 1938-as Anschluss során Ausztriát a Német Birodalomhoz csatolták, a Német Lovagrend ausztriai szervezeteit (a németországiakhoz hasonlóan) feloszlatták, vagyonát elkobozták.
Jenő főherceg, volt császári és királyi tábornagy számára – valószínűleg Hermann Göring marsall és más magas rangú német katonai vezetők közbenjárására – lakást biztosítottak a Bécs melletti Hietzingben, itt élt a második világháború végéig.

### Utolsó évei
1945-ben a bevonuló szovjet Vörös Hadsereg elől Tirolba menekült. A francia katonai megszálló hatóság egy kisebb villát bocsátott rendelkezésére Iglsben. 1953. május 21-én egész Innsbruckban megünnepelték az idős osztrák tábornagy kilencvenedik születésnapját.
Jenő főherceg nem nősült meg, gyermekei nem születtek. 1954. december 30-án hunyt el a dél-tiroli Meranban (Trentino-Alto Adige tartomány), a lanai kolostorból érkezett rendtestvérei körében. 1955. január 6-án ünnepélyes keretek között helyezték örök nyugalomra az innsbrucki Szent Jakab-templom (Sankt-Jakobskirche) kriptájában, III. Miksa osztrák főherceg (1558–1619) sírja mellett.

### Kitüntetései
Jenő főherceg legfontosabb osztrák-magyar kitüntetései:
- Aranygyapjas rend (1878. április 13.),
- Katonai Érdemkereszt (1898. november 30.),
- Tiszti Katonai Szolgálati Jel III. osztálya (1902. október 24.),
- Bronz Katonai Érdemérem ’’Signum Laudis’’ (1905. szeptember 26.),
- Gyémántok a Katonai Érdemkereszthez (1908. augusztus 12.),
- Legfelsőbb elismerés második kifejezése (Ezüst Katonai Érdemérem, ’’Signum Laudis’’) (1908. október 11.),
- M. Kir. Szent István Rend nagykeresztje (1911. március 30.),
- Vöröskereszt Érdemcsillaga hadiékítménnyel (1915. március 8.),
- Hadiszalag a Bronz Katonai Érdeméremhez (1915. május 9.),
- Katonai Érdemkereszt I. osztálya hadiékítménnyel (1915. július 29.),
- Nagy Katonai Érdemérem (1916. május 24.),
- Mária Terézia Katonai Rend nagykeresztje (1917. január 15.),
- Ezüst Katonai Érdemérem a kardokkal (1917. június 26.),
- Gyémántok a Katonai Érdemkereszt I. osztályához, hadiékítménnyel és kardokkal (1917. november 5.).

Az osztrák-magyar kitüntetések mellett az alábbi fontos külföldi kitüntetéseket kapta:
- A Francia Becsületrend nagykeresztje (18…?)
- A Román Királyság Románia Csillaga érdemrendjének nagykeresztje (1881. október 3.),
- A Spanyol Királyság III. Károly és San Fernando Rendjének nagykeresztje (1883. július 2.),
- A Hitvalló Német Lovagrend nyakszalagja és mellkeresztje (1886. január 11.),
- A Portugál Királyság Katonai Érdemrendjének nagykeresztje (1890. március 7.),
- A Porosz Királyság Fekete Sas-rendje (1891. április 26.),
- A Hesseni Nagyhercegség Lajos-rendjének nagykeresztje (1892. május 5.),
- A Német Lovagrend Hoch- und Deutschmeister Rend nyakszalagja és mellkeresztje (1894. július 30.),
- A Toszkánai Nagyhercegség Szent József-rendjének nagykeresztje (1896. április 7.),
- Az Orosz Birodalmi Szent András-rend az aranylánccal (1896. június 26.),
- Az Orosz Birodalmi Szent Alekszander Nyevszkij Rend,
- Az Orosz Birodalmi Fehér Sas-rend,
- Az Orosz Birodalmi Szent Anna-rend I. osztálya,
- A Sziámi Királyság Chak-ri Rendje (1897. szeptember 17.),
- A Svéd Királyság Szerafin-rendje (1897. október 10.),
- A Svéd Királyság Jubileumi Emlékérme,
- A Pápai Krisztus Rend (1904. február 17.),
- A Szász Királyi Ház Ernő-ág Rendjének nagykeresztje (1904. június 5.),
- A Spanyol Királyság III. Károly és San Fernando Érdemrendjének nagykeresztje aranylánca (1907. június 21.),
- A Pápai Jeruzsálemi Szent Sír Rend nagykeresztje (1907. szeptember 24.),
- A Brit Királyi Viktória Rend nagykeresztje (1908. szeptember 20.),
- Mária Krisztina spanyol királyné uralkodásának emlékérme (1909),
- A Belga Királyság Lipót-rendjének nagykeresztje (1910. október 6.),
- A Porosz Királyság Vaskeresztje, I. és II. osztály (1915. március 30.),
- A Porosz Hohenzollern Királyi ház Rendjének parancsnoki keresztje, a kardokkal (1915. augusztus 4.),
- A Bajor Királyi Miksa József Katonai Érdemrend nagykeresztje (1915. november 16.),
- Az Oszmán Birodalom Imtiaz Érmének ezüst és arany fokozata (1916. január 15.),
- Az Oldenburgi Nagyhercegség Frigyes Ágost Keresztjének I. és II. osztálya (1916. március 15.),
- A Porosz Királyság „Pour le Mérite” Érdemrendje (1916. május 24.),
- A Szászországi-Weimari Nagyhercegi Ház Fehér Sas (Vitézségi) Érdemrendjének nagykeresztje, a kardokkal (1916. december 2.),
- A Bolgár Királyság Vöröskeresztjének Becsületrendje (1916/1917),
- Tölgyfalevelek a Porosz Királyság „Pour le Mérite” Érdemrendjéhez (1917. november 11.),
- A Bolgár Királyság Katonai Érdemrendjének I. osztálya (1917. november 20.),
- A Württembergi Királyság Katonai Érdemrendje (1918. január 2.),
- A Bajor Királyság Becsületrendje, III. Lajos király arany uralkodói jubileumára (1918. január 20.).

## Külső hivatkozások
- http://www.weltkriege.at/Generalitaet/01%20Feldmarschall/Eugen/eugen.htm Katonai és életrajzi adatai.
- http://www.austro-hungarian-army.co.uk/biog/erzeugen.htm Archiválva 2007. június 13-i dátummal a Wayback Machine-ben Életrajza.
- Archduke Eugen von Habsburg-Lothringen (angol nyelven). [2001. augusztus 7-i dátummal az [ eredetiből] archiválva]. (Hozzáférés: 2009. augusztus 23.)
- http://www.bibl.u-szeged.hu/bibl/mil/ww1/who/jeno.html Rövid életrajz.
- https://web.archive.org/web/20070929132149/http://www.honvedelem.hu/hirek/kiadvanyok/magyar_honved/csatak_az_isonzonal_1 Az olasz front csatái.
- http://www.hrono.ru/biograf/bio_ye/evgeni_avstr.html „HRONOSZ” orosz nyelvű történelmi portál.